# Dänische Fußballnationalmannschaft/Olympische Spiele
Die dänische Fußballnationalmannschaft nahm erstmals 1908 an den Olympischen Spielen in London teil und belegte dort den zweiten Platz. Bereits zwei Jahre zuvor hatte eine Kopenhagener Stadtauswahl bei den Zwischenspielen 1906 die Goldmedaille gewonnen. Auch in den folgenden Jahren wurden vordere Plätze belegt, so 1912 erneut der zweite Platz, 1948 der dritte und 1960 letztmals der zweite Platz. Da die A-Nationalmannschaft bis in die 1980er Jahre eine Amateurmannschaft war, konnte diese auch bis dahin im Gegensatz zu den A-Nationalmannschaften anderer westlicher Verbände teilnehmen. Die in dieser Zeit stattgefundenen Spiele werden daher von FIFA und DBU unterschiedlich bewertet. Erst als auch in der A-Nationalmannschaft Profis eingesetzt wurden und diese sich dann auch für Europa- und Weltmeisterschaften qualifizieren konnte, nahm sie nicht mehr an der Qualifikation für die Olympischen Spiele teil, auch wenn die Amateurbedingungen 1988 gelockert wurden. Ab den 1990er Jahren wurde dann eine Altersbegrenzung eingeführt und die Qualifikation erfolgte über die U-21-Europameisterschaften. Dänemark konnte sich seitdem zweimal qualifizieren, zuletzt für die 2016 stattfindenden Spiele in Rio de Janeiro. Dort dürfen die Spieler – mit Ausnahme von vier älteren Spielern – 23 Jahre alt sein.

## Ergebnisse bei Olympischen Spielen

### 1908
- Olympische Spiele in London:

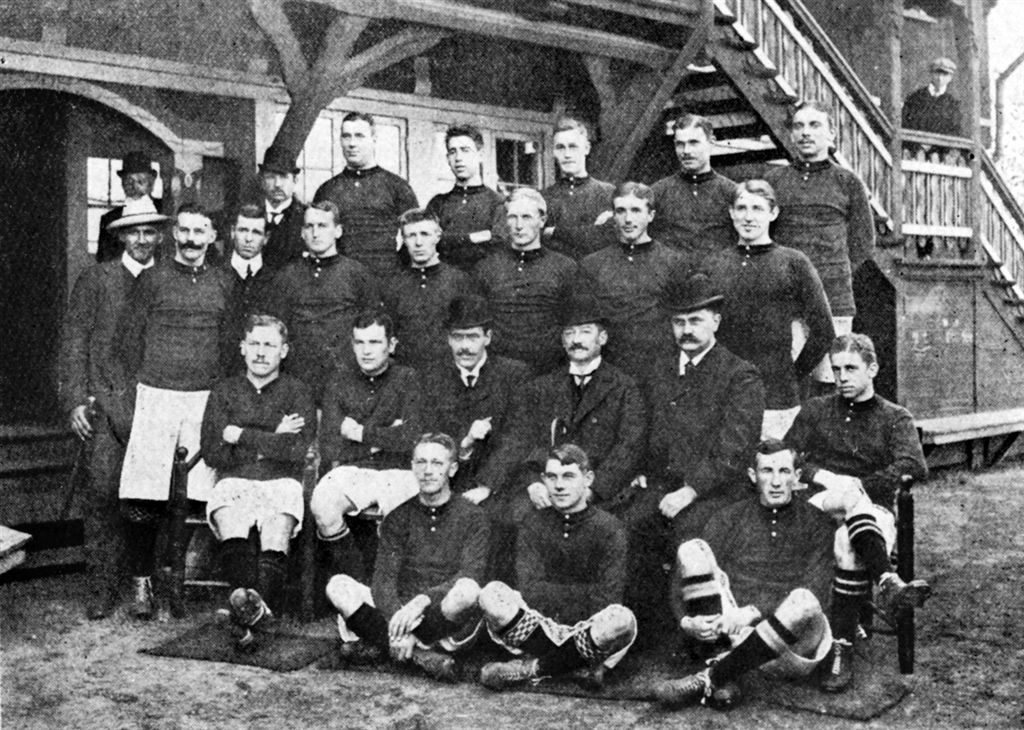
Die dänischen Silbermedaillengewinner in London

  - 19. Oktober 1908: Viertelfinale: Dänemark – Frankreich B 9:0
  - 22. Oktober 1908: Halbfinale: Dänemark – Frankreich 17:1 (bis heute höchster Sieg einer europäischen Mannschaft)
  - 24. Oktober 1908: Finale: Dänemark – Vereinigtes Königreich 0:2

Folgende Mitglieder des Kaders hatten 1906 schon in der siegreichen Kopenhagener Auswahl gestanden: Charles Buchwald und August Lindgren

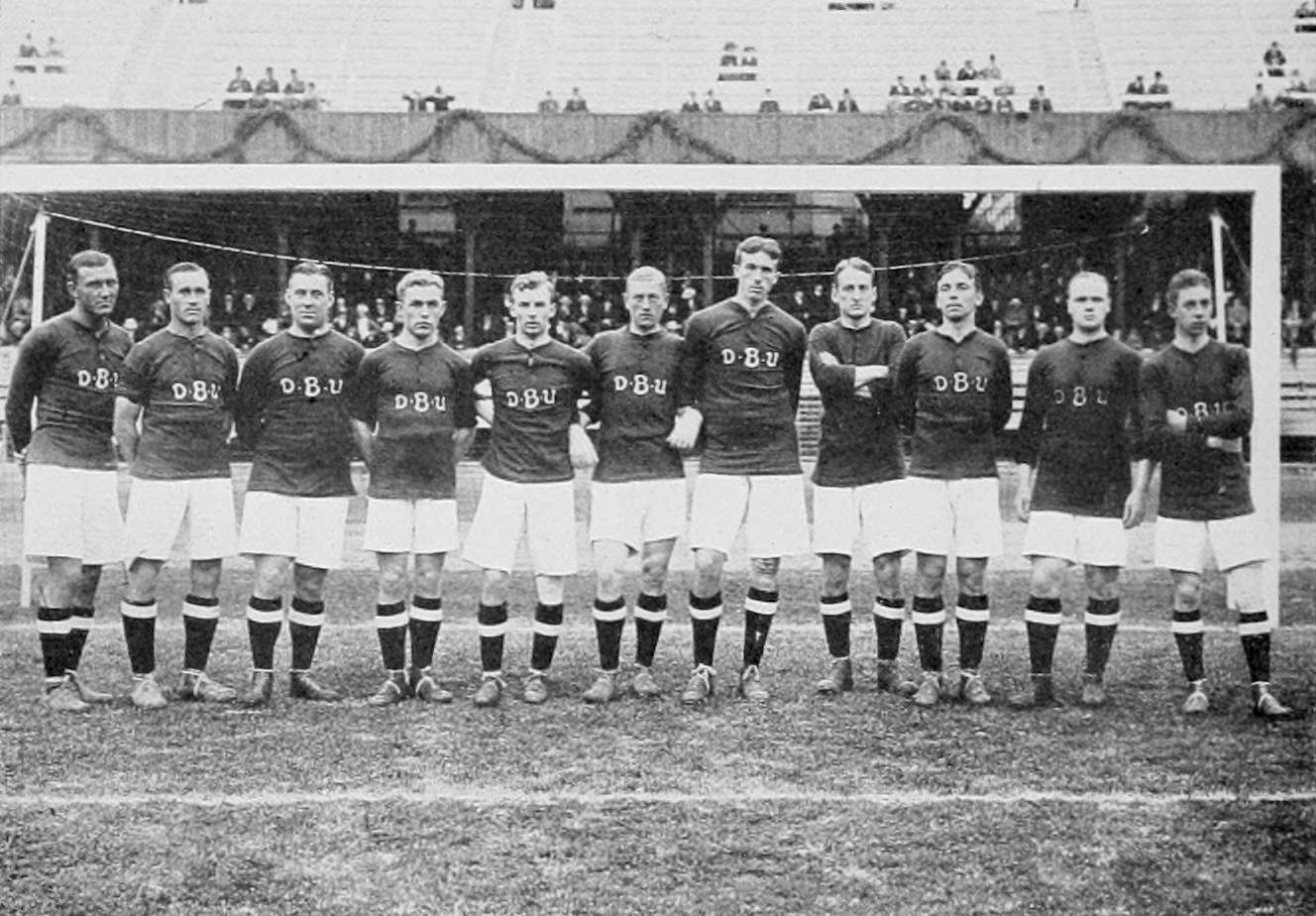
Die dänische Mannschaft 1912

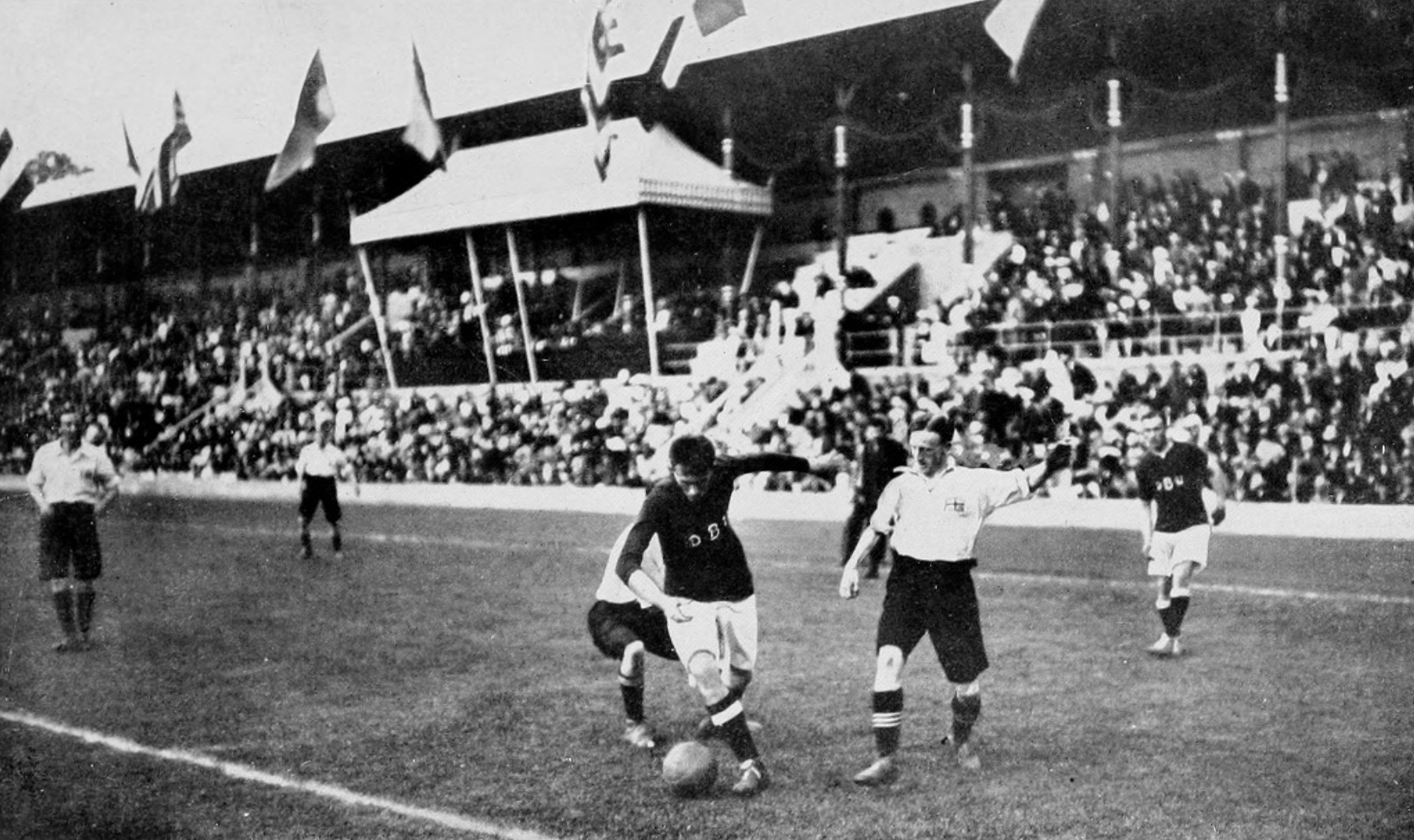
Szene aus dem Finale 1912 gegen das Vereinigte Königreich

### 1912
- Olympische Spiele in Stockholm:
  - 30. Juni 1912: Viertelfinale: Dänemark – Norwegen 7:0 (auf dem Tranebergs IP)
  - 2. Juli 1912: Halbfinale: Dänemark – Niederlande 4:1 (im Olympiastadion)
  - 4. Juli 1912: Finale: Dänemark – Vereinigtes Königreich 2:4 (im Olympiastadion)

### 1920
- Olympische Spiele in Antwerpen:
  - 28. August 1920: Achtelfinale Dänemark – Spanien 0:1 (in Brüssel)

### 1924
- Olympische Spiele in Paris:
  - Nicht teilgenommen

### 1928
- Olympische Spiele in Amsterdam:
  - Nicht teilgenommen, da die skandinavischen Länder nicht mit der FIFA-Regel einverstanden waren, dass an die Arbeitgeber der Spieler ein Ausgleich zu zahlen sei.[1]

### 1936

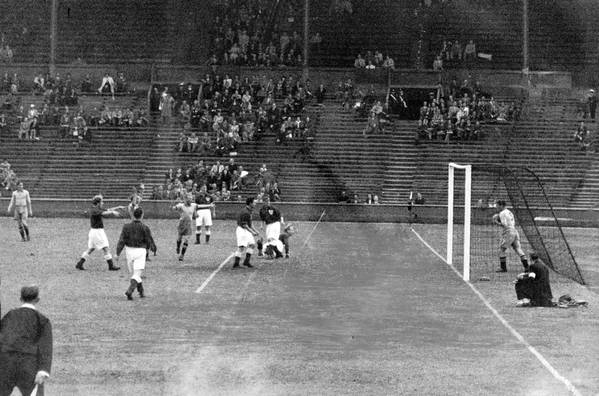
Szene aus dem Halbfinale gegen Schweden

- Olympische Spiele in Berlin:
  - Nicht teilgenommen

### 1948
- Olympische Spiele in London:
  - 31. Juli 1948 Achtelfinale: Dänemark – Ägypten 3:1 n. V.
  - 5. August 1948: Viertelfinale: Dänemark – Italien 5:3
  - 10. August 1948: Halbfinale: Dänemark – Schweden 2:4
  - 13. August 1948: Spiel um Bronze: Dänemark – Vereinigtes Königreich 5:3

### 1952
- Olympische Spiele in Helsinki:
  - 15. Juli 1952: Vorrunde: Dänemark – Griechenland 2:1 (in Tampere)
  - 21. Juli 1952 Achtelfinale: Dänemark – Polen 2:0 (in Turku)
  - 25. Juli 1952: Viertelfinale: Dänemark – Jugoslawien 3:5

### 1956
- Nicht teilgenommen

### 1960
- Olympiaqualifikation:
  - 26. Juni 1959 Island – Dänemark 2:4 (in Reykjavík)
  - 2. Juli 1959 Dänemark – Norwegen 2:1 (in Kopenhagen)
  - 18. August 1959 Dänemark – Island 1:1 (in Kopenhagen)
  - 13. September 1959 Norwegen – Dänemark 2:4 (in Oslo) – Dänemark als Gruppensieger qualifiziert.

Am 16. Juni 1960 starben acht dänische Fußballspieler, darunter Per Funch Jensen, Erik Pondal Jensen, Børge Bastholm Larsen und Arne Karlsen, die in der erweiterten Olympiaauswahl standen, sowie zwei Besatzungsmitglieder beim Absturz einer von der DBU für den Flug zu einem Testspiel gecharterten De Havilland DH.89 Dragon Rapide der dänischen Luftwaffe beim Absturz der Maschine in den Öresund kurz nach dem Start in Kopenhagen. Die DBU erwog kurzzeitig den Rückzug vom olympischen Fußballturnier, trat dann aber dennoch an.
- Olympische Spiele in Rom:
  - Vorrunde:
    - 26. August 1960 Dänemark – Argentinien 3:2
    - 29. August 1960 Dänemark – Polen 2:1 (in Livorno)
    - 1. September 1960 Dänemark – Tunesien 3:1 (in L’Aquila) – Dänemark als Gruppensieger für die K.-o.-Runde qualifiziert.

  - K.-o.-Runde:
    - 6. September 1960 Halbfinale: Dänemark – Ungarn 2:0
    - 10. September 1960 Finale: Dänemark – Jugoslawien 1:3

### 1964
- Olympiaqualifikation:
  - 23. Juni 1963 Dänemark – Rumänien 2:3 (in Kopenhagen)
  - 3. November 1963 Rumänien – Dänemark 2:3 (in Bukarest)
  - 28. November 1963 Entscheidungsspiel: Rumänien – Dänemark 2:1 n. V. (in Turin)

### 1968
- Nicht teilgenommen

### 1972
- Olympiaqualifikation:
  - 21. April 1971 Schweiz – Dänemark 2:1 (in Vevey)
    - 5. Mai 1971 Dänemark – Schweiz 4:0 (in Kopenhagen)
    - 10. Oktober 1971 Dänemark – Rumänien 2:1 (in Kopenhagen)
    - 21. Mai 1972 Rumänien – Dänemark 2:3 (in Bukarest)

- Olympische Spiele in München:
  - Vorrunde:
    - 27. August 1972 Dänemark – Brasilien 3:2 (in Passau)
    - 29. August 1972 Dänemark – Iran 4:0 (in Augsburg)
    - 31. August 1972 Ungarn – Dänemark 2:0 (in Augsburg) – Dänemark als Gruppenzweiter für die Zwischenrunde qualifiziert.

  - Zwischenrunde:
    - 3. September 1972 Dänemark – Polen 1:1 (in Regensburg)
    - 5. September 1972 Dänemark – Marokko 3:1 (in Passau)
    - 8. September 1972 Sowjetunion – Dänemark 4:0 (in Augsburg) – Dänemark als Gruppendritter ausgeschieden.

### 1976
- Olympiaqualifikation:
  - 4. Juni 1975 Rumänien – Dänemark 0:4 (in Bukarest)
  - 18. Juni 1975 Dänemark – Rumänien 1:2 (in Kopenhagen)

### 1980
- Olympiaqualifikation:
  - 10. Mai 1979 Dänemark – 1:1 (in Aalborg)
  - 7. Juni 1979 Finnland – Dänemark 1:4 (in Kotka)

### 1984
- Olympiaqualifikation:
  - 4. Mai 1983 Dänemark – DDR 1:2 (in Århus)
  - 19. Mai 1983 Dänemark – Norwegen 2:2 (in Århus)
  - 22. Juni 1983 Dänemark – Finnland 3:0 (in Århus)
  - 17. August 1983 Norwegen – Dänemark 1:1 (in Oslo)
  - 24. August 1983 Finnland – Dänemark 0:0 (in Rovaniemi)
  - 5. Oktober 1983 Dänemark – Polen 0:1 (in Århus)
  - 18. April 1984 DDR – Dänemark 4:0 (in Magdeburg)
  - 22. April 1984 Polen – Dänemark 0:0 (in Lublin) – Dänemark als Gruppenvierter nicht qualifiziert.

### 1988
- Qualifikation:
  - 20. Mai 1987 Griechenland – Dänemark 0:5 (in Livadeiá)
  - 10. Juni 1987 Dänemark – Rumänien 8:0 (in Aalborg)
  - 3. September 1987 Rumänien – Dänemark 1:2 (in Bacău)
  - 28. Oktober 1987 Polend – Dänemark 2:0 (in Szczecin) – Das ursprüngliche 0:2 wurde am Grünen Tisch umgewandelt, da Dänemark einen nicht spielberechtigten Spieler einsetzte.
  - 18. November 1987 Dänemark – BR Deutschland 0:1 (in Århus)
  - 30. März 1988 BR Deutschland – Dänemark 1:1 (in Osnabrück)
  - 20. April 1988 Dänemark – Griechenland 4:0 (in Aalborg)
  - 18. Mai 1988 Dänemark – Polen 3:0 (in Århus)

Dänemark als Gruppenzweiter nicht qualifiziert.

### 1992
- Die Qualifikation erfolgte über die Qualifikation zur U-21-Fußball-Europameisterschaft 1992:
  - Gruppenphase:
    - 17. Oktober 1990 San Marino – Dänemark 0:3 (in Serravalle)
    - 13. November 1990 Dänemark – Jugoslawien 3:0 (in Aalborg)
    - 17. April 1991 Dänemark – San Marino 7:0 (in Aalborg)
    - 30. April 1991 Jugoslawien – Dänemark 2:6 (in Belgrad)
    - 4. Juni 1991 Dänemark – Österreich 1:1 (in Aarhus)
    - 8. Oktober 1991 Österreich – Dänemark 1:1 (in Wien) – Dänemark als Gruppensieger für das Viertelfinale qualifiziert.

  - Viertelfinale:
    - 11. März 1992 Dänemark – Polen 5:0 (in Aalborg)
    - 25. März 1992 Polen – Dänemark 1:1 (in Zabrze)

Dänemark für die Olympischen Spiele und das EM-Halbfinale qualifiziert, das gegen Italien verloren wurde.
- Olympische Spiele in Barcelona:
  - Vorrunde:
    - 26. Juli 1992 Dänemark – Mexiko 1:1 (in Saragossa)
    - 28. Juli 1992 Dänemark – Ghana 0:0 (in Saragossa)
    - 30. Juli 1992 Dänemark – Australien 0:3 (in Sabadell) • Dänemark scheidet als Gruppenletzter aus

### 1996
- Die Qualifikation erfolgte über die Qualifikation zur U-21-Fußball-Europameisterschaft 1996:
  - Gruppenphase:
    - 7. September 1994 Mazedonien – Dänemark 0:1 (in Kočani)
    - 11. Oktober 1994 Dänemark – Belgien 0:1 (in Brøndby)
    - 15. November 1994 Spanien – Dänemark 1:0 (in Córdoba)
    - 29. März 1995 Zypern – Dänemark 0:5 (in Larnaka)
    - 26. April 1995 Dänemark – Mazedonien 5:2 (in Brøndby)
    - 7. Juni 1995 Dänemark – Zypern 4:0 (in Brøndby)
    - 28. August 1995 Armenien – Dänemark 3:2 (in Jerewan)
    - 5. September 1995 Belgien – Dänemark 2:2 (in Mechelen)
    - 10. Oktober 1995 Dänemark – Spanien 5:1 (in Aarhus)
    - 14. November 1995 Dänemark – Armenien 4:0 (in Brøndby)

Dänemark als Gruppenzweiter ausgeschieden.

### 2000
- Die Qualifikation erfolgte über die Qualifikation zur U-21-Fußball-Europameisterschaft 2000:
  - Gruppenphase:
    - 4. September 1998 Belarus – Dänemark 0:2 (in Baryssau)
    - 9. Oktober 1998 Dänemark – Wales – 2:2 (in Odense)
    - 13. Oktober 1998 Schweiz – Dänemark 0:2 (in Solothurn)
    - 26. März 1999 Dänemark – Italien 1:2 (in Odense)
    - 4. Juni 1999 Dänemark – Belarus 2:0 (in Odense)
    - 8. Juni 1999 Wales – Dänemark 1:2 (in Chester)
    - 3. September 1999 Dänemark – Schweiz 1:3 (in Odense)
    - 8. September 1999 Italien – Dänemark 3:1 (in Cava de’ Tirreni)

Dänemark als Gruppendritter ausgeschieden.

### 2004
- Die Qualifikation erfolgte über die Qualifikation zur U-21-Fußball-Europameisterschaft 2004:
  - Gruppenphase:
    - 6. September 2002 Norwegen – Dänemark 3:0 (in Drammen)
    - 11. Oktober 2002 Dänemark – Luxemburg 9:0 (in Farum)
    - 28. März 2003 Rumänien – Dänemark 0:1 (in Bukarest)
    - 1. April 2003 Dänemark – Bosnien und Herzegowina 3:0 (in Køge)
    - 6. Juni 2003 Dänemark – Norwegen 2:0 (in Farum)
    - 10. Juni 2003 Luxemburg – Dänemark 0:6 (in Luxemburg)
    - 9. September 2003 Dänemark – Rumänien 0:0 (in Farum)
    - 10. Oktober 2003 Bosnien und Herzegowina – Dänemark 0:3 (in Travnik) – Dänemark als Zweitplatzierter für die Entscheidungsspiele für die Teilnahme an der Endrunde qualifiziert.

  - Playoff-Spiele:
    - 15. November 2003 Dänemark – Italien 1:1 (in Farum)
    - 15. November 2003 Italien – Dänemark 0:0 (in Rieti)

Dänemark aufgrund der Auswärtstorregel ausgeschieden.

### 2008
- Die Qualifikation erfolgte über die Qualifikation zur U-21-Fußball-Europameisterschaft 2007:
  - Erste Runde: Gespielt wurde in einer Dreiergruppe bei der jede Mannschaft ein Heimspiel hatte.
    - 2. September 2006 Mazedonien – Dänemark 0:3 (in Skopje)
    - 5. September 2006 Dänemark – Schweden 0:2 (in Farum)

Dänemark verpasst die U-21-EM-Endrunde und damit die Olympischen Spiele in Peking.

### 2012
- Die Qualifikation erfolgte über die Qualifikation zur U-21-Fußball-Europameisterschaft 2011:

Die Endrunde wurde an Dänemark vergeben, das damit als Veranstalter automatisch für die Runde der letzten acht Teams qualifiziert war
- - Gruppenphase:
    - 11. Juni 2011 Dänemark – Schweiz 0:1 (in Aalborg)
    - 14. Juni 2011 Dänemark – Belarus 2:1 (in Aarhus)
    - 18. Juni 2011 Island – Dänemark 3:1 (in Aalborg)

Dänemark scheidet als Gruppenletzter aus und verpasst damit die Olympischen Spiele in London.

### 2016
- Die Qualifikation erfolgte über die Qualifikation zur U-21-Fußball-Europameisterschaft 2015:
  - Gruppenphase:
    - 7. Juni 2013 Estland – Dänemark 0:1 (in Tallinn)
    - 6. September 2013 Dänemark – Andorra 6:0 (in Aalborg)
    - 10. September 2013 Slowenien – Dänemark 2:2 (in Ajdovščina)
    - 11. Oktober 2013 Dänemark – Slowenien 2:2 (in Aalborg)
    - 15. Oktober 2013 Russland – Dänemark 0:2 (in Moskau)
    - 15. November 2013 Bulgarien – Dänemark 2:3 (in Stara Zagora)
    - 19. November 2013 Andorra – Dänemark 0:2 (in Andorra la Vella)
    - 5. März 2014 Dänemark – Estland 8:0 (in Farum)
    - 3. September 2014 Dänemark – Russland 4:2 (in Aalborg)
    - 9. September 2014 Dänemark – Bulgarien 7:1 (in Aalborg)

  - Playoff-Spiele:
    - 10. Oktober 2014 Dänemark – Island 0:0 (in Aalborg)
    - 14. Oktober 2014 Island – Dänemark 1:1 (in Reykjavík)

Dänemark war damit für die Endrunde der U-21-EM qualifiziert, bei der sich die vier besten Mannschaften für die Olympischen Spiele qualifizierten.
- - Vorrunde:
    - 17. Juni 2015 Tschechien – Dänemark 1:2 (in Prag)
    - 20. Juni 2015 Deutschland – Dänemark 3:0 (in Prag)
    - 23. Juni 2015 Dänemark – Serbien 2:0 (in Prag) – Dänemark zieht als Gruppensieger in die K.-o.-Runde und ist damit für die Olympischen Spiele in Rio de Janeiro qualifiziert.

Das Halbfinale am 27. Juni 2015 wurde dann gegen Schweden in Prag mit 1:4 verloren.

#### Kader
Spielberechtigt sind Spieler, die nach dem 31. Dezember 1992 geboren wurden sowie drei ältere Spieler. Am 18. Juli wurde der Kader benannt. Als ältere Spieler wurden Ediegerson Gomes, Lasse Vibe und Emil Larsen nominiert. Vier Spieler haben bereits A-Länderspiele bestritten. Die Positionen entsprechen den Angaben des dänischen Verbandes und können sich teilweise von den Angaben der FIFA unterscheiden. Die zunächst nominierten Uffe Bech und Yussuf Poulsen mussten wegen Verletzung bzw. nach Absprache mit dem Verein absagen, wofür zunächst Jacob Laursen und später Jacob Bruun Larsen von den Ersatzspielern nachnominiert wurde. Für Lasse Vigen Christensen kam dann noch Mathias Hebo Rasmussen in die Mannschaft.
| Nr.        | Spieler                | Geburtsdatum | Verein              | A-Länder- spiele | A-Länder- spieltore | OS-Spiele |     |     |     |     |     |     |
| Tor        | Tor                    | Tor          | Tor                 | Tor              | Tor                 | Tor       | Tor | Tor | Tor | Tor | Tor | Tor |
| ---------- | ---------------------- | ------------ | ------------------- | ---------------- | ------------------- | --------- | --- | --- | --- | --- | --- | --- |
| 1          | Jeppe Højbjerg         | 30.04.1995   | Esbjerg fB          | 0                | 0                   | 1 (2016)  |     |     |     |     |     |     |
| 18         | Lukas Fernandes        | 01.03.1993   | SønderjyskE Fodbold | 0                | 0                   |           |     |     |     |     |     |     |
| Abwehr     |                        |              |                     |                  |                     |           |     |     |     |     |     |     |
| 6          | Andreas Maxsø          | 18.03.1994   | FC Nordsjælland     | 0                | 0                   | 1 (2016)  |     |     |     |     |     |     |
| 4          | Ediegerson Gomes       | 17.11.1988   | Henan Construction  | 0                | 0                   | 1 (2016)  |     |     |     |     |     |     |
| 5          | Jakob Blåbjerg         | 11.01.1995   | Aalborg BK          | 0                | 0                   | 1 (2016)  |     |     |     |     |     |     |
| 3          | Kasper Larsen          | 25.01.1993   | FC Groningen        | 0                | 0                   | 1 (2016)  |     |     |     |     |     |     |
| 15         | Pascal Gregor          | 18.02.1994   | FC Nordsjælland     | 0                | 0                   | 1 (2016)  |     |     |     |     |     |     |
| 11         | Jacob Laursen          | 17.11.1994   | Odense BK           | 0                | 0                   |           |     |     |     |     |     |     |
| Mittelfeld |                        |              |                     |                  |                     |           |     |     |     |     |     |     |
| 14         | Casper Nielsen         | 29.04.1994   | Esbjerg fB          | 0                | 0                   | 1 (2016)  |     |     |     |     |     |     |
| 12         | Frederik Børsting      | 13.02.1995   | Aalborg BK          | 0                | 0                   | 1 (2016)  |     |     |     |     |     |     |
| 17         | Jens Jønsson           | 10.01.1993   | Aarhus GF           | 0                | 0                   | 1 (2016)  |     |     |     |     |     |     |
| 7          | Lasse Vibe             | 22.02.1987   | FC Brentford        | 10               | 1                   | 1 (2016)  |     |     |     |     |     |     |
| 8          | Mathias Hebo Rasmussen | 02.08.1995   | FC Fredericia (II)  | 0                | 0                   |           |     |     |     |     |     |     |
| 2          | Mikkel Desler          | 19.02.1995   | Odense BK           | 0                | 0                   | 1 (2016)  |     |     |     |     |     |     |
| 10         | Jacob Bruun Larsen     | 19.09.1998   | Borussia Dortmund   | 0                | 0                   |           |     |     |     |     |     |     |
| 16         | Robert Skov            | 20.05.1996   | Silkeborg IF        | 0                | 0                   |           |     |     |     |     |     |     |
| Angriff    |                        |              |                     |                  |                     |           |     |     |     |     |     |     |
| 13         | Emil Larsen            | 22.06.1991   | Lyngby BK           | 5                | 0                   | 1 (2016)  |     |     |     |     |     |     |
| 9          | Nicolai Brock-Madsen   | 09.01.1993   | Birmingham City     | 0                | 0                   | 1 (2016)  |     |     |     |     |     |     |

#### Ersatzspieler
Thomas Hagelskjær (Aarhus GF), Asger S. Sørensen (FC Red Bull Salzburg), Nicolai Poulsen (Randers FC)

#### Spiele
- Vorrunde:
  - Irak – Dänemark 0:0 am 4. August 2016 in Brasília
  - Dänemark – Südafrika 1:0 (0:0) am 7. August 2016 in Brasília
  - Dänemark – Brasilien 0:4 (0:2) am 10. August 2016 in Salvador
- K.-o.-Runde:
  - Viertelfinale: Nigeria – Dänemark 2:0 (1:0) am 13. August 2016 in Salvador

### 2021
Die Qualifikation erfolgte über die Qualifikation zur U-21-Fußball-Europameisterschaft 2019:
Die Endrunde wurde an Italien und San Marino vergeben. Dänemark qualifizierte sich für die Endrunde in einer Gruppe mit Polen, Georgien, Finnland, Litauen und den Färöer. Mit sieben Siegen, zwei Remis und einer Niederlage wurden die Dänen Gruppensieger vor Polen, das sich in den Play-offs durchsetzen konnte.
- Gruppenphase:
  - 17. Juni 2019 Deutschland – Dänemark 3:1 (in Udine)
  - 20. Juni 2019 Dänemark – Österreich 3:1 (in Udine)
  - 23. Juni 2019 Dänemark – Serbien 2:0 (in Triest)

Dänemark scheidet als schlechtester Gruppenzweiter aus und verpasst damit die Olympischen Spiele in Tokio.

### 2024
Die Qualifikation erfolgte über die Qualifikation zur U-21-Fußball-Europameisterschaft 2023:
Dänemark belegte in der Qualifikation hinter Belgien den zweiten Platz und traf in den Play-offs auf Kroatien. Nachdem beide ihr Heimspiel mit 2:1 gewonnen hatten und auch eine Verlängerung im Rückspiel keine Entscheidung gebracht hatte, kam es zum Elfmeterschießen, das die Kroaten mit 5:4 gewannen. Damit konnte ich Dänemark auch nicht für die Olympischen Spiele in Paris qualifizieren.

## Trainer
- Charles Williams 1908
- Jack Carr 1920
- Robert Mountford 1948
- Axel Bjerregaard 1952
- Arne Sørensen 1960
- Rudolf Strittich 1972
- Viggo Jensen 1992
- Niels Frederiksen 2016

## Beste Torschützen
01. Sophus Nielsen 13 Tore (11, 1908, Torschützenkönig; 2, 1912)
02. Vilhelm Wolfhagen 8 Tore (1908)
03. Anton Olsen, John Hansen (Torschützenkönig) je 7 Tore (1912 bzw. 1948)
05. Harald Nielsen 6 Tore (1960)
06. Nils Middelboe, Heino Hansen und Allan Simonsen je 3 Tore (1908 bzw. 1972)

## Bekannte Spieler
Folgende später und/oder zuvor auch in der A-Nationalmannschaft tätige Spieler nahmen an den Olympischen Spielen und/oder den Qualifikationsspielen teil:
- Brian Laudrup 1988, Qualifikation
- Michael Laudrup 1984, Qualifikation (104 Länderspiele, davon 1 OS-Qualifikationsspiel, von der FIFA nicht als A-Länderspiel gezählt)
- Ole Madsen 1960 und 1964, Qualifikation (bester Torschütze der EM 1964 (inkl. Qualifikation) mit 11 Treffern)
- Lars Olsen 1988, Qualifikation
- Morten Olsen 1972, Qualifikation (102 Länderspiele, davon 4 OS-Qualifikationsspiele, von der FIFA nicht als A-Länderspiele gezählt)
- Flemming Povlsen 1988, Qualifikation
- Per Røntved 1972
- Markus Rosenberg 2004, Qualifikation
- Stefan Rehn 1988
- Peter Schmeichel 1988, Qualifikation (129 Länderspiele, davon 8 OS-Qualifikationsspiele, von der FIFA nicht als A-Länderspiele gezählt)
- Allan Simonsen 1972 (2 Tore)
- John Sivebæk 1984, Qualifikation
- Jonas Thern 1988
- Kim Vilfort 1984 und 1988, Qualifikation